# Tir accidentel
Dans le domaine des armes à feu, un tir accidentel est un tir réalisé involontairement, soit du fait d’une mauvaise manipulation de l’opérateur, soit en raison d’une défaillance ou d’un défaut de conception de l’arme ou de ses munitions. Il ne doit pas être confondu avec le tir fratricide, qui est un tir réalisé de manière volontaire sur une cible incorrectement identifiée. Dans les pays où les armes à feu sont en libre circulation parmi la population, par exemple aux États-Unis, les tirs accidentels constituent un important risque d’accident domestique, notamment chez les enfants.

## Définition
Le tir accidentel se caractérise par le fait d’être effectué de manière involontaire : l’opérateur effectue un tir alors qu’il n’en avait pas l’intention. Dans la majorité des cas, la cause en est la négligence ou le manquement délibéré à des règles élémentaires de sécurité : arme pointée vers un tiers, doigt positionné en permanence sur la queue de détente plutôt que sur le pontet, absence de contrôle de la chambre et des magasins pour vérifier si ceux-ci sont chargés, etc.
La conception de l’arme peut jouer un rôle plus ou moins important dans le risque de tir accidentel : le manque ou la mauvaise conception des mécanismes de sécurité peuvent déclencher le tir accidentel d’une arme chargée si elle tombe ou subit un choc ; les armes dont la chambre est insuffisamment refroidie, en particulier les armes automatiques tirant culasse fermée, peuvent générer une mise à feu spontanée de la cartouche, etc.
Enfin, plus rarement, le tir accidentel peut être causé par une défaillance mécanique de l’arme : un percuteur bloqué en position avant peut par exemple déclencher un tir accidentel lorsque la cartouche est chambrée, de même que la rupture d’une pièce du mécanisme de détente.

## Accidentologie

### Facteurs contributifs
Si beaucoup de tirs accidentels ont lieu lors de manipulations de routine, par exemple lors du chargement ou déchargement de l’arme et du nettoyage, ils sont toutefois le plus fréquemment causés par quelqu’un jouant avec l’arme. Aux États-Unis, environ un tiers des décès sont en effet liés à ces circonstances avec une surreprésentation des mineurs de moins de quinze ans. Pour ces derniers, dans un tiers des cas le tireur s’est touché lui-même et dans un autre tiers le tireur est un autre enfant, le plus souvent un ami proche ou un grand frère. Par comparaison, les enfants ont été victimes du tir d’un adulte, le plus souvent un parent, dans un sixième des cas.
Aux États-Unis, les trois quarts des tir accidentels ayant causé un décès ont lieu au domicile de quelqu’un et dans la majorité des cas l’arme appartient à la victime ou à un membre de sa famille. Le lieu de résidence joue également un rôle, le nombre de tirs accidentels étant directement corrélé au nombre d’armes par habitant. Ainsi, dans les quatre États les plus armés, à savoir la Louisiane, l’Alabama, le Mississippi et l’Arkansas, il y a en moyenne huit fois plus de risque de mourir d’un tir accidentel que dans les quatre États les moins armés, c’est-à-dire le Massachusetts, le New Jersey, Rhode Island et Hawaï. Chez les enfants, l’écart entre les deux groupes d’États se monte à plus de treize fois. Plusieurs études ont montré en outre une corrélation entre les conditions de stockage des armes au domicile et le risque de tirs accidentels, ceux-ci arrivant plus fréquemment lorsque les armes sont stockées avec leurs munitions, voire directement chargées, ainsi que quand elles ne sont pas mises sous clé.
La consommation d’alcool est un important facteur aggravant : en 2017, toujours aux États-Unis, celle-ci a joué un rôle dans près du quart des décès causés par un tir accidentel. C’est tout particulièrement le cas dans la tranche d’âge entre vingt et trente ans, où le taux monte à 50 %.

### Victimes
Aux États-Unis, les tirs accidentels ont tué plus de 71 700 personnes entre 1965 et 2018, soit plus que les 65 163 Américains tués pendant les guerres du Viêt Nam, d’Afghanistan et d’Irak. Il faut ajouter au nombre de morts celui des blessés : pour chaque décès, il est ainsi estimé que plus de dix personnes ont dû être traitées aux urgences des hôpitaux pour des blessures liées à un tir accidentel, ce qui représente sur la même période plus de 650 000 blessés graves. Ces chiffres se limitent cependant aux armes à feu et excluent les blessures causées par les tirs accidentels d’armes à air comprimé. Il est à noter néanmoins que le taux de décès est en baisse, étant passé de 0,6 morts pour 100 000 habitants en 1993 à 0,2 en 2012 ; cette baisse est toutefois limitée depuis 1999, où le taux était de 0.3. Cette diminution est toutefois attribuée davantage à l’amélioration des soins médicaux et à la baisse de la population rurale qu’à une amélioration des comportements.
En 2018 aux États-Unis, les taux de blessures liées à des tirs accidentels sont les plus élevés chez les jeunes entre quinze et vingt-quatre ans. De même, les Afro-Américains, les autochtones et les habitants des États du Sud sont considérablement plus concernés par ce type de blessure. Il s’agit en outre de blessures genrées, les hommes représentant plus de 90 % des victimes. Une autre étude de 2017 montre par ailleurs qu’un peu moins de 8 % des victimes sont des militaires en activité ou retraités.

## Prévention
La prévention des tirs accidentels passe essentiellement par le respect des règles de sécurité des armes à feu. Des mesures législatives peuvent également contribuer à réduire le risque de tir accidentel, par exemple en imposant l’existence de mécanismes de sécurité prévenant la mise à feu en cas de choc. Il est estimé qu’environ 40 % des décès imputables à des tirs accidentels pourraient être empêchés aux États-Unis par l’adoption généralisée de l’indicateur de chargement, qui signale quand une cartouche est engagée dans la chambre, de la sécurité de magasin, qui empêche l’arme de tirer si un magasin n’est pas engagé et d’un dispositif d’authentification, qui empêche le tir si l’opérateur n’est pas reconnu par l’arme, par exemple par l’intermédiaire de ses empreintes digitales.